# Familia de Antonio Aguilar (México)
La familia de Antonio Aguilar, también conocida como la dinastía Aguilar, es una familia mexicana que se destaca en los campos del entretenimiento. Iniciada por Jesús Aguilar Aguilar, mexicano nacido en Tayahua, y María Ángela Barraza Márquez Valle, nacida en Villanueva, Zacatecas, Mexico  la familia está formada por sus hijos Josefina y José Pascual Antonio Aguilar Márquez Barraza, así como su descendencia.

## Trasfondo familiar
La familia se fundó en México, sin embargo, distintos integrantes de la dinastía como Ángela Aguilar, Leonardo y Pepe Aguilar tienen origen también en Argentina, Colombia y los Estados Unidos (ya sea por nacimiento o ascendencia).

## Árbol genealógico
- Jesús Aguilar Aguilar, m. María Ángela Márquez Barraza Valle
  - Antonio Aguilar (n. 17 de mayo de 1919), m. Flor Silvestre (n. 16 de agosto de 1930)
    - Antonio Aguilar hijo (n. 9 de octubre de 1960), m. Susana Carrillo
      - Majo Aguilar (n. 7 de junio de 1994)
      - Susana Aguilar (n. 7 de junio de 1994)

    - Pepe Aguilar (n. 7 de agosto de 1968), anteriormente en una relación con Carmen Treviño
      - Emiliano Aguilar (n. octubre de 1992),[8] m. Violeta Peñaflor
        - Aís Aguilar Peñaflor (n. 24 de octubre de 2022)

    - m. Aneliz Álvarez Alcalá (n. 7 de diciembre de 1977)
      - Aneliz Aguilar (n. 7 de abril de 1998)
      - Leonardo Aguilar (n. 15 de agosto de 1999)
      - Ángela Aguilar (n. 8 de octubre de 2003)
        - m. Christian Nodal (n. 11 de enero de 1999)

  - Josefina Aguilar, m. Agustín Pineda
    - Guadalupe Pineda (n. 23 de febrero de 1955), anteriormente en una relación con Alfredo Gurrola (n. 11 de agosto de 1943)
      - Mariana Gurrola Pineda, m. Gabriel Ávalos Flores[9]
        - Bruno Ávalos Gurrola
        - Alonso Ávalos Gurrola

## Jefatura de la Dinastía Aguilar
| Imagen | Nombre               | Cónyuge                      | Periodo                                  |
| ------ | -------------------- | ---------------------------- | ---------------------------------------- |
|        | Antonio Aguilar      | Flor Silvestre (matr. 1959)  | 17 de mayo de 1919 - 19 de junio de 2007 |
|        | Antonio Aguilar Hijo | Susana Carrillo (matr. 2016) | 19 de junio de 2007 - Actualidad.        |